# 隼別王子の叛乱
『隼別王子の叛乱』（はやぶさわけおうじのはんらん）は、田辺聖子作の小説。

## 概要
作者の記したあとがきによると、この作品の原型は単行本発表より20年以上前まで遡る。1961年（昭和36年）6月、同人雑誌『のおと』に短編小説「隼別王子の叛乱」を発表。その後、それをもとにした「女鳥の姫」を学習研究社（現在の学研ホールディングス）の、おそらく『高三コース』に発表しているとのこと。だがこれについては『田辺聖子全集』4巻の解題（解説）を執筆した国文学者の呉羽長（くれはすすむ）も確認できなかったとしている。1971年（昭和46年）3月に雑誌『小説サンデー毎日』（毎日新聞社）に「風渡る高殿」を発表。
それらを一本にまとめたいと思うようになり、1975年（昭和50年）7月-1976年（昭和51年）9月にかけて雑誌「歴史と人物」（中央公論社）に長編小説「隼別王子の叛乱」を連載。全15回で挿画は風間完。
1977年（昭和52年）に中央公論社から単行本が刊行された。

## あらすじ
数多くの登場人物による独白形式で書かれた小説。

## 書誌情報
単行本
- 1977年（昭和52年）1月、隼別王子の叛乱（中央公論社） - 表紙イラスト：風間完
- 1982年（昭和57年）2月、田辺聖子長篇全集8（収録作：隼別王子の叛乱/文車日記 私の古典散歩）（文藝春秋）
- 2005年（平成17年）6月、田辺聖子全集4（収録作：隼別王子の叛乱/不機嫌な恋人）（集英社）

中公文庫
- 1978年（昭和53年）4月、隼別王子の叛乱 - 表紙イラスト：風間完
- 1994年（平成6年）9月、隼別王子の叛乱 - （改版）、表紙イラスト：風間完[2]
- 2017年（平成29年）2月、隼別王子の叛乱 - （改版）、表紙イラスト：遠田志帆

## ミュージカル
1978年（昭和53年）、宝塚歌劇団によって上演された。

## 漫画
1979年（昭和54年）、西谷祥子作画で集英社漫画文庫から発売された。